# Feltóti vár
A feltóti vár műemlék Romániában, Arad megyében. A romániai műemlékek jegyzékében az AR-I-s-A-00461 sorszámon szerepel.